# Club Deportivo Universitario San Francisco Xavier
Club Deportivo Universitario San Francisco Xavier, ofta även kallat Universitario de Sucre, är en sportklubb från  staden Sucre i Bolivia som officiellt tillhör universitet Universidad de San Francisco Xavier. Klubben bildades den 5 april 1962. Den är mest känd för sitt professionella fotbollslag som spelar sina matcher på Estadio Olímpico Patria. Klubben vann den högsta divisionen i Bolivia för första gången 2008 när klubben vann Torneo Apertura, vilket ledde till klubbens första deltagande i Copa Libertadores, där laget dock inte lyckades med att vinna någon av de sex matcher de spelade. Därefter vann Universitario även ligan när de vann Clausura 2014.
Klubbens damvolleybollag har som bäst kommit trea i Campeonato Sudamericano de Clubes de Voleibol Femenino (sydamerikanska klubbmästerskapen), vilket de gjorde 2011.

## Meriter
- Liga de Fútbol Profesional Boliviano
  - Vinnare (2): Apertura 2008, Clausura 2014